# بازی آمریکا: قهرمانان سوپر بول
بازی آمریکا: قهرمانان سوپر بول (به انگلیسی: America's Game: The Super Bowl Champions) یک مجموعه مستند سالانه آمریکایی در مورد مسابقات قهرمانی سوپر بول است.